# The Blue Ridge Rangers
Albums de John Fogerty
John Fogerty
(1975)
The Blue Ridge Rangers est le premier album en solo du chanteur américain John Fogerty sorti en avril 1973 sous le nom de The Blue Ridge Rangers.

## Historique
Après la séparation du groupe Creedence Clearwater Revival en 1972, John Fogerty veut absolument se détacher de son récent passé musical et, s'opposant à sa maison de disque, Fantasy Records, qui voulait qu'il continue à enregistrer sous le nom de son ancien groupe, il décide de ne pas utiliser non plus son propre nom, étroitement lié à celui de Creedence Clearwater Revival, et choisi le pseudonyme de The Blue Ridge Rangers.
Le nom de John Fogerty apparaîtra sur la pochette de cet album lors de rééditions. 
Enregistré seul par John Fogerty qui joue de tous les instruments, l'album est uniquement composé de reprises de chansons traditionnelles américaines, country, gospel, ou rock. Parmi elles, Jambalaya (On the Bayou) et Hearts of Stone, extraites en singles, rencontrent le succès dans plusieurs pays,,.  

## Liste des titres
| 1. | Blue Ridge Mountain Blues         | trad.                                                     | 2:29 |
| 2. | Somewhere Listening (For My Name) | Archie Brownlee                                           | 2:37 |
| 3. | You're the Reason                 | - Fred Henley - Terry Fell - Mildred Imes - Bobby Edwards | 3:12 |
| 4. | Jambalaya (On the Bayou)          | - Hank Williams - trad.                                   | 3:15 |
| 5. | She Thinks I Still Care           | - Dickey Lee Lipscomb - Steve Duffy                       | 2:57 |
| 6. | California Blues (Blue Yodel #4)  | Jimmie Rodgers                                            | 3:04 |

| 7.  | Workin' on a Building            | trad.                                      | 4:34 |
| 8.  | Please Help Me, I'm Falling      | - Don Robertson - Hal Blair                | 2:49 |
| 9.  | Have Thine Own Way Lord          | - Adelaide A. Pollard - George C. Stebbins | 2:59 |
| 10. | I Ain't Never                    | - Mel Tillis - Webb Pierce                 | 2:49 |
| 11. | Hearts of Stone                  | - Rudy Jackson - Eddy Ray                  | 2:10 |
| 12. | Today I Started Loving You Again | - Merle Haggard - Bonnie Owens             | 3:12 |

## Classements hebdomadaires
| Classement (1973)          | Meilleure position |
| -------------------------- | ------------------ |
| Australie (ARIA)           | 28                 |
| Canada (RPM Top Album)     | 59                 |
| États-Unis (Billboard 200) | 47                 |